# Altviller
Altviller (fràncic lorenès Oltwiller) és un municipi francès situat al departament del Mosel·la i a la regió del Gran Est. L'any 2007 tenia 571 habitants.

## Demografia

### Població
El 2007 la població de fet d'Altviller era de 571 persones. Hi havia 208 famílies, de les quals 32 eren unipersonals (8 homes vivint sols i 24 dones vivint soles), 68 parelles sense fills, 96 parelles amb fills i 12 famílies monoparentals amb fills.
La població ha evolucionat segons el següent gràfic:
Habitants censats

### Habitatges
El 2007 hi havia 225 habitatges, 214 eren l'habitatge principal de la família i 11 estaven desocupats. 213 eren cases i 12 eren apartaments. Dels 214 habitatges principals, 193 estaven ocupats pels seus propietaris, 20 estaven llogats i ocupats pels llogaters i 1 estava cedit a títol gratuït; 1 tenia una cambra, 5 en tenien dues, 3 en tenien tres, 34 en tenien quatre i 171 en tenien cinc o més. 204 habitatges disposaven pel capbaix d'una plaça de pàrquing. A 74 habitatges hi havia un automòbil i a 128 n'hi havia dos o més.

### Piràmide de població
La piràmide de població per edats i sexe el 2009 era:
| Homes | Edats   | Dones |
| ----- | ------- | ----- |
| 0     | 95 o +  | 0     |
| 0     | 90 a 94 | 4     |
| 0     | 85 a 89 | 0     |
| 0     | 80 a 84 | 0     |
| 8     | 75 a 79 | 8     |
| 12    | 70 a 74 | 12    |
| 0     | 65 a 69 | 8     |
| 28    | 60 a 64 | 16    |
| 8     | 55 a 59 | 12    |
| 20    | 50 a 54 | 24    |
| 24    | 45 a 49 | 24    |
| 28    | 40 a 44 | 28    |
| 12    | 35 a 39 | 8     |
| 32    | 30 a 34 | 20    |
| 16    | 25 a 29 | 20    |
| 16    | 20 a 24 | 16    |
| 12    | 15 a 19 | 20    |
| 20    | 10 a 14 | 8     |
| 4     | 5 a 9   | 16    |
| 16    | 0 a 4   | 16    |

## Economia
El 2007 la població en edat de treballar era de 400 persones, 279 eren actives i 121 eren inactives. De les 279 persones actives 258 estaven ocupades (143 homes i 115 dones) i 21 estaven aturades (8 homes i 13 dones). De les 121 persones inactives 41 estaven jubilades, 31 estaven estudiant i 49 estaven classificades com a «altres inactius».

### Ingressos
El 2009 a Altviller hi havia 220 unitats fiscals que integraven 605 persones, la mediana anual d'ingressos fiscals per persona era de 20.281 €.

### Activitats econòmiques
Dels 14 establiments que hi havia el 2007, 1 era d'una empresa alimentària, 3 d'empreses de construcció, 2 d'empreses de comerç i reparació d'automòbils, 1 d'una empresa d'hostatgeria i restauració, 3 d'empreses immobiliàries, 2 d'empreses de serveis i 2 d'empreses classificades com a «altres activitats de serveis».
Dels 6 establiments de servei als particulars que hi havia el 2009, 1 era un taller de reparació d'automòbils i de material agrícola, 1 fusteria, 1 lampisteria, 1 electricista, 1 perruqueria i 1 agència immobiliària.
L'únic establiment comercial que hi havia el 2009 era una fleca.
L'any 2000 a Altviller hi havia 5 explotacions agrícoles que ocupaven un total de 395 hectàrees.

## Equipaments sanitaris i escolars
El 2009 hi havia 1 escola maternal integrada dins d'un grup escolar amb les comunes properes formant una escola dispersa i 1 escola elemental integrada dins d'un grup escolar amb les comunes properes formant una escola dispersa.

## Poblacions més properes
El següent diagrama mostra les poblacions més properes.